# Dog of Two Head
Dog of Two Head — четвёртый студийный альбом британской рок-группы Status Quo, выпущенный на лейбле Pye Records в 1971 году. На тот момент группа состояла из Фрэнсиса Росси (на обложке указан как Майк Росси), Рика Парфитта (на обложке указан как Ричи Парфитт), Алана Ланкастера и Джона Коглана (на обложке указан как Джон Кофлан).
В марте 1971 года новый состав/квартет выпустил неальбомный сингл: песню, написанную Росси/Янгом «Tune to the Music». Сингл не имел успеха и после этого группа начала записывать новый альбом. Несколько песен, включая «Umleitung» (что на немецком означает 'диверсия') были написаны ещё в 1970 году.
В ноябре 1971 года альбом вышел в свет.
Отдельно выпущенный от альбома сингл «Mean Girl» достиг 20-го места в чартах Британии, а позже в апреле 1973 года, группа снова смогла попасть в ведущие позиции британских чартов с песней «Paper Plane», которая вошла в следующий альбом Piledriver.
Когда «Mean Girl» поимел успех в чартах, звукозаписывающая компания решила выпустить ещё один сингл из этого альбома, перезаписанную версию песни «Gerdundula», — би-сайда сингла 1970 года «In My Chair». Он был выпущен в июле 1973 года и провалился в чартах. Би-сайдом этой песни стала песня, написанная в соавторстве Росси и Парфитта «Lakky Lady», взятая из предыдущего альбома Ma Kelly’s Greasy Spoon.

## Оценка
AllMusic в своей рецензии во многом похвалил необычную стилистику альбома, отметив, что Status Quo «собирались найти характерный звук на своём следующем альбоме Piledriver, но они никогда не собирались звучать так инновационно и изобретательно, как они звучат здесь».

## Список композиций
| №  | Название                          | Автор(ы)                  | Длительность |
| -- | --------------------------------- | ------------------------- | ------------ |
| 1. | «Umleitung»                       | Алан Ланкастер, Рой Лайнс | 7:07         |
| 2. | «Nanana (Extraction I)»           | Фрэнсис Росси, Боб Янг    | 0:15         |
| 3. | «Something’s Going on in My Head» | Алан Ланкастер            | 4:58         |
| 4. | «Mean Girl»                       | Фрэнсис Росси, Боб Янг    | 3:54         |
| 5. | «Nanana (Extraction II)»          | Фрэнсис Росси             | 0:45         |

| №  | Название             | Автор(ы)                   | Длительность |
| -- | -------------------- | -------------------------- | ------------ |
| 1. | «Gerdundula»         | Джон Манстон, Колин Джеймс | 3:50         |
| 2. | «Railroad»           | Фрэнсис Росси, Боб Янг     | 5:39         |
| 3. | «Someone’s Learning» | Алан Ланкастер             | 7:07         |
| 4. | «Nanana»             | Фрэнсис Росси, Боб Янг     | 2:27         |

| №  | Название                                              | Автор(ы)                                                         | Длительность |
| -- | ----------------------------------------------------- | ---------------------------------------------------------------- | ------------ |
| 1. | «Tune to the Music» (ранее не публиковавшаяся версия) | Фрэнсис Росси, Боб Янг                                           | 3:36         |
| 2. | «Good Thinking» (ранее не публиковавшаяся версия)     | Фрэнсис Росси, Рик Парфитт, Алан Ланкастер, Джон Коглан, Боб Янг | 3:40         |
| 3. | «Time to Fly»                                         | Алан Ланкастер                                                   | 4:18         |
| 4. | «Nanana» (ранее не публиковавшаяся версия)            | Фрэнсис Росси, Боб Янг                                           | 2:58         |
| 5. | «Mean Girl» (ранее не публиковавшаяся версия)         | Фрэнсис Росси, Боб Янг                                           | 3:58         |

| №  | Название                  | Автор(ы)                                                         | Длительность |
| -- | ------------------------- | ---------------------------------------------------------------- | ------------ |
| 1. | «Mean Girl» (ранний микс) | Фрэнсис Росси, Боб Янг                                           | 3:51         |
| 2. | «Tune to the Music»       | Фрэнсис Росси, Боб Янг                                           | 3:10         |
| 3. | «Good Thinking»           | Фрэнсис Росси, Рик Парфитт, Алан Ланкастер, Джон Коглан, Боб Янг | 3:43         |
| 4. | «Mean Girl» (BBC Session) | Фрэнсис Росси, Боб Янг                                           | 3:08         |
| 5. | «Railroad» (BBC Session)  | Фрэнсис Росси, Боб Янг                                           | 5:32         |

## Участники записи
- Фрэнсис Росси — гитара, вокал
- Рик Парфитт — гитара, фортепиано, вокал
- Алан Ланкастер — бас, гитара, вокал
- Джон Коглан — ударные